# Novelda
Novelda község Spanyolországban, Alicante tartományban. Lakosainak száma 26 213 fő (2024). Novelda Petrer, Monforte del Cid, Aspe, La Romana, Monóvar és Elda községekkel határos.

## Testvértelepülések
- Carrara
- Camagüey

## Népesség
A település lakosságának változását az alábbi diagram mutatja:
| Lakosok száma | 24 111 | 25 653 | 26 335 | 27 135 | 26 873 | 26 292 | 26 054 | 25 651 | 25 611 | 26 213 |
|               | 2001   | 2004   | 2006   | 2009   | 2011   | 2014   | 2016   | 2019   | 2021   | 2024   |